# Романенко Михайло Іванович
Миха́йло Іва́нович Романе́нко (6 липня 1909 — 1992) — український радянський викладач, тренер і теоретик боксу. Кандидат педагогічних наук, доцент.

## Життєпис
Народився в місті Маріуполь, нині Донецької області.
Протягом 29 років очолював кафедру боротьби та боксу Київського державного інституту фізичної культури (КДІФК).
Неодноразово обирався старшим тренером збірної команди України з боксу. У 1953 та 1955 роках готував до чемпіонатів Європи збірні команди СРСР.
Підготував 14 майстрів спорту СРСР та 2 заслужених майстрів спорту СРСР (семиразовий чемпіон СРСР Анатолій Грейнер та шестиразовий чемпіон СРСР Лев Сегалович).
Михайлові Романенку одним з перших в Україні було присвоєне звання судді всесоюзної категорії (1935), а також звання судді міжнародної категорії АІБА (1953).

## Викладацька діяльність
Багато уваги приділяв підготовці наукових кадрів. Під його керівництвом ціла низка спеціалістів захистила кандидатські дисертації і здобула науковий ступінь кандидатів педагогічних наук. Серед них, зокрема, і кубинський аспірант Енріке Гармура Лопес.
Автор понад 100 наукових робіт, у тому числі 14 — з боксу.